# الساقية (ريمة)

تعديل مصدري - تعديل

قرية الساقية هي إحدى قرى عزلة القرصب الواقعة ضمن مديرية كسمة التابعة لمحافظة ريمة، بلغ تعداد سكانها (386) نسمة حسب تعداد اليمن لعام 2004.

## المحلات التابعة للقرية
- محوجره
- الجوره
- حفيه
- دي بلسن
- الدراع
- بوحون
- المدافن
- دي واقدي
- الحجرة
- تعليه
- النوبة

## روابط خارجية
- الدليل الشامــل